# Vem gick förbi min barndoms fönster
Vem gick förbi min barndoms fönster... är en dikt av den svenske nobelpristagaren Pär Lagerkvist. Dikten förekommer i Lagerkvists sista diktsamling vid namn Aftonland och utkom år 1953. Diktsamlingen handlar om Lagerkvists synsätt på världen i vuxen ålder. Han har tappat sin tro till Gud och hans utmanande fråga i Aftonland är "vad är meningen med livet?".

## Bakgrund
Pär Lagerkvist fick nobelpriset 1951 med motivationen: "För den konstnärliga kraft och djupa självsäkerhet, varmed han i sin diktning söker svar på människans eviga frågor". Två år senare skrev han diktsamlingen Aftonland.
Lagerkvist kommer från en sträng bibeltrogen familj och som barn bad han intensivt till Gud. Han var väldigt rädd för döden och bad ofta till Gud att varken han eller någon i hans familj skulle dö. Under Lagerkvists skoltid ändrades hans syn på världen där han tappade sin tro till Gud. Trots detta framgår i många av Lagerkvists verk att han upplever sig som omvald av Gud och kallar sig för Guds skrivbiträde på jorden. Denna utvaldhet upplevs som jagande av Gud och omvandlas till känsla av ensamhet och isolering från det vardagliga livet. Detta framkommer tydligt i Lagerkvists romaner Barabbas, Sibyllan och i diktsamlingen Aftonland. Så som många av Lagerkvists verk präglats Aftonland av sökande efter meningen med livet och frågan om tillvaran av Gud. Den mest kända dikten i Aftonland är "vem gick förbi min barndoms fönster" och handlar om smärtan och saknaden över den förlorade barndomstron.

## Handling
Dikten handlar om en vuxen okänd person som ser tillbaka till sin barndom. Intensivt försöker diktjaget att få svar på vad det var som hände i sin barndom som ändrade dess syn på världen. Anledningen är oklar och otydligt där han inte riktigt kan sätta fingret på vad det var som hände.
Teman i dikten är rädsla för ensamhet, sorg och saknad över den förlorade barndomstron.

## Situation
Diktjaget är ett barn som är vaken en kväll eller natt i sitt rum. Någon eller något går förbi fönstret och lämnar ett viktigt meningsfullt tecken på rutan. Tecknet var oklart och diktjaget försöker intensivt att förstå vad det betydde, men lyckas inte. Eftersom tecknet är skrivet i imma försvinner det så småningom och är helt borta dagen därpå. Att inte kunna tyda tecknet får diktjaget att känna sig ensam och övergiven för evigt. När barnet stiger upp nästa dag ser världen annorlunda ut och en upplevelse av ångest, ovissa och ensamhet blir överväldigande.

## Form
Dikten är uppbyggd av fem strofer. Versraden är korta i första och andra stycket (2-8 ord) som sedan blir längre i tredje och fjärde och korta igen i femte sista stycket. Varje stycke har 1-2 meningar.
Det förekommer vissa upprepningar i texten. Orden: evighet, tyda, förbi och ruta upprepas till exempel tre gånger. Det betonar vikten av orden och ger dem mer kraft i dikten.

## Språk och stil
Texten har ett enkelt språk, är lättläst och lyrisk.
Det finns upprop i texten som gör beskrivningen effektivare och ger den ett extra eftertryck som karakteriserande för expressionismen. I styckena två och fem beskriver diktaren sin ensamhet och avslutar den sedan med "för evigt" i ensamstående rad.
Dikten är skriven som en retorisk fråga där samma fråga ställs både i början och slutet av dikten. Eftersom det inte förekommer något frågetecken i dikten tyder det på att diktaren inte förväntar sig något svar.
En allegorisk stil förekommer även i dikten där det dolda budskapet är Lagerkvists sorg och smärta över sin förlorade barndomstro.